# Millionbøf
El millionbøf (literalmente 'millón de carnes') es un platillo danés a base de carne que se sirve acompañado de papas (por lo general puré), pasta o arroz. Su nombre hace referencia a la carne que es cortada en muchos pedazos pequeños que luego son fritos en aceite.
El platillo se condimenta al gusto, y se le agregan otros ingredientes según la preferencia del cocinero tales como cebollas, cebolla puerro, cintas de pimiento morrón o paprika. Es posible prepararlo en una cacerola con cebollas, pimentón, maíz y puré de papas. Como acompañamiento a veces se sirve con un plato de pasta.
- Datos: Q6859846